# Reserva i Parc Nacional de Kluane
La Reserva i Parc Nacional de Kluane són dues unitats del sistema de parcs nacionals del Canadà, situats a l'extrem sud-oest de l'estat del Yukon al Canadà. La Reserva Nacional de Kluane Parc, es va establir el 1972, que abasta 22.013 quilòmetres quadrats.Està inscrit a la llista del Patrimoni de la Humanitat de la UNESCO des del 1979 ampliat el 1992 i el 1994. amb el nom de Kluane / Wrangell – St. Elias / Glacier Bay / Tatshenshini-Alsek.
El parc inclou la muntanya més alta del Canadà, el Mont Logan (5.959 m) a les muntanyes de Sant Elies. Les muntanyes i les glaceres dominen el paisatge del parc, que cobreix el 82% de la seva superfície. Conté prop de 105 espècies d'aus, entre elles la perdiu blanca i l'Àguila daurada i l'àguila marina de cap blanc.

## Activitats
Disposa d'instal·lacions per a pícnic i càmping situades a Kathleen Lake, i estan en funcionament des de mitjans de maig fins a mitjans de setembre. El senderisme és una activitat molt popular, amb senders com el de St Elias Lake, Mush Lake Road shorty Creek, Cottonwood, Roca Glacera, Tron del Rei, Kokanee, Auriol, Dezadeash River Trail, Alsek Trail, Sheep Creek Trail, lingots de Plateau Trail, Slims Oest o Cimera de Soldats. Rafting al riu Alsek (un riu Canadian Heritage), ciclisme de muntanya en camins miners antics, passejades a cavall a través del Pas de Alsek, passejades en bot pels llacs Kathleen i Mush, així com la pesca de la truita de llac, el tímalo àrtic, truita arc de Sant Martí, el lluç de riu i salmó vermell també es troben entre les activitats disponibles al parc.
El parc va ser objecte d'un curtmetratge en el Projecte de Parcs Nacionals de 2011, dirigida per Louise Archambault i anotat per Graham Van Pelt, Ian D'Sa i Mishka Stein.